# Grethem
Grethem er en kommune i Samtgemeinde Ahlden i Landkreis Heidekreis i den centrale del af den tyske delstat Niedersachsen. Kommunen har et areal på 16,35 km², og et indbyggertal på godt 650 mennesker (2013).

## Geografi
Grethem ligger mellem Walsrode og Hannover vest for stedet hvor floderne Aller og og Leine løber sammen. I Grethem ligger også landsbyen Büchten.